# Ağcalı, Bünyan
Ağçalı là một xã thuộc huyện Bünyan, tỉnh Kayseri, Thổ Nhĩ Kỳ. Dân số thời điểm năm 2008 là 349 người.